# Małgorzata Klimek
Małgorzata Klimek (Bielsko-Biała, 16 de julho de 1957) é uma analista matemática polonesa, conhecida por sua pesquisa sobre cálculo fracionário e equações diferenciais fracionárias. É professora do Instituto de Matemática e decana da Faculdade de Engenharia Mecânica e Ciência da Computação da Universidade Técnica de Częstochowa, Polônia.

## Formação e carreira
Klimek nasceu em 16 de julho de 1957, em Bielsko-Biała. Obteve um mestrado em matemática na Universidade de Ciência e Tecnologia de Wrocław em 1981, com um doutorado em 1993 pelo Instituto de Física Teórica da Universidade de Wrocław, orientada por Jerzy Lukierski. Completou a habilitação pelo Instituto de Física Teórica em 2003.
Klimek ingressou no corpo docente da Universidade Técnica de Częstochowa em 1985. Foi nomeada professora titular em 2015, sendo decana da Faculdade de Engenharia Mecânica e Ciência da Computação. Foi presidente do Ramo Częstochowa da Sociedade Matemática Polonesa para 2011–2013.
Além de muitas publicações em periódicos, é autora de uma monografia de pesquisa sobre equações diferenciais fracionárias e de dois livros didáticos.